# Stade de FUS
Het Stade de FUS of Stade El Barid is een multifunctioneel stadion in Rabat, Marokko. Het wordt meestal gebruikt voor voetbalwedstrijden en is de thuisbasis van de FUS Rabat, wat uitkomt in de Botola Maroc Telecom. Het stadion heeft plek voor 20.000 toeschouwers.